# Lee Kuan Yew
Lee Kuan Yew (kinesiska: 李光耀, pinyin: Lǐ Guāngyào), född 16 september 1923 i Singapore, död 23 mars 2015 i Singapore, var den förste premiärministern i republiken Singapore från 1959 till 1990.
Sedan han avgått från ämbetet fortsatte Lee att vara en av de mest inflytelserika politikerna i Singapore. Under Singapores andre premiärminister, Goh Chok Tong, fungerade Lee som senior minister. Han intog 2006 den specialinrättade posten som "Minister Mentor" under sin son Lee Hsien Loong, som blev landets tredje premiärminister och den andre från samma familj 12 augusti 2004. Informellt var Lee känd som "Harry" för sina nära vänner och hans namn anges därför ibland som Harry Lee Kuan Yew, men detta förnamn används aldrig i officiella sammanhang.

## Familjebakgrund
Lee var en fjärde generationens kinesisk singaporian från hakka-folket. En förfader emigrerade från Dabu härad i Guangdongprovinsen till Straits Settlements 1862.
Lee Kuan Yew föddes 1923 som äldsta barn till Lee Chin Koon och Chua Jim Neo på 92 Kampong Java Road i Singapore, i ett stort och luftigt enplanshus. Som barn var Lee starkt influerad av brittisk kultur, delvis på grund av hans farfar, Lee Hoon Leong, som hade givit sina söner engelsk utbildning. Hans farfar gav honom namnet "Harry" utöver hans kinesiska namn Kuan Yew.
Lee gifte sig med Kwa Geok Choo 30 september 1950. De fick två söner och en dotter.
Familjens roll inom näringslivet
Flera medlemmar av Lees familj innehar framträdande positioner i Singapores samhälle, och hans söner och dotter har höga regeringsposter eller regeringsanknutna poster.

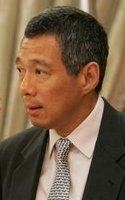
Hans äldste son Lee Hsien Loong har var premiärminister i Singapore mellan 2004 och 2024.

Hans äldste son Lee Hsien Loong, en före detta brigadgeneral, var premiärminister i Singapore, mellan 2004 och 2024, och innan dess finansminister. Han är också vice ordförande för Government of Singapore Investment Company (GIC). Lees yngre son, Lee Hsien Yang, också en tidigare brigadgeneral, är ordförande och verkställande direktör för SingTel, ett mycket stort telekommunikationsföretag. Femtiosex procent av SingTel ägs av Temasek Holdings, ett framträdande statsägt holdingbolag med kontrollerande andelar i ett antal stora regeringsanknutna företag som Singapore Airlines och DBS Bank.  Verkställande direktör i Temasek Holdings är Ho Ching, fru till Lees äldste son, premiärministern. Lees dotter, Lee Wei Ling, är chef för National Neuroscience Institute. Lees fru Kwa Geok Choo var tidigare delägare i den framträdande advokatfirman Lee & Lee. Hans yngre bröder, Dennis, Freddy och Suan Yew var delägare i samma företag. Lee har också en lillasyster, Monica. Lee har genomgående bestridit anklagelser om nepotism och hävdar att hans familjemedlemmars privilegierade positioner beror på personliga meriter.

## Tidigt liv
Lee fick sin utbildning vid Telok Kurau Primary School, Raffles Institution och Raffles College. Hans universitetsutbildning blev fördröjd av andra världskriget och den japanska ockupationen av Singapore 1942-1945. Under ockupationen gjorde Lee framgångsrika affärer på den svarta marknaden med att sälja ett tapiokabaserat klister kallat Stikfas . Då han hade studerat kinesiska och japanska sedan 1942 fick Lee arbete med att transkribera de allierades telegramrapporter åt japanerna, samt som engelskspråkig redaktör på det japanska Hodobu (報道部 — ett informations- eller propagandadepartement) från 1943 till 1944
Efter kriget studerade han juridik vid Fitzwilliam College, Cambridge i Storbritannien, där han senare blev honorary fellow. Han tog examen med högsta betyg och studerade en kort period vid London School of Economics. Han återvände till Singapore 1949 för att arbeta som advokat på Laycock and Ong, John Laycocks advokatpraktik.

## Tidig politisk karriär – 1951 till 1959

### FörePeople's Action Party
Lees första erfarenhet av politik i Singapore var hans roll som valagent för sin chef John Laycock, som kandiderade för det probrittiska Progressive Party vid valen till det lagstiftande rådet 1951. Lee insåg dock efterhand att partiets framtid inte såg ljus ut, då det knappast kunde få masstöd, särskilt bland den kinesiskspråkiga arbetarklassen. Detta var särskilt viktigt när Rendelkommissionen 1953 utvidgade antalet röstberättigade kraftigt. Hans stora genombrott kom när han engagerades som juridisk rådgivare åt fackföreningarna och studentföreningarna. Detta gav Lee en länk till den kinesiskspråkiga arbetarklassvärlden.

### Bildandet av People's Action Party
21 november 1954 bildade Lee tillsammans med en grupp andra engelskutbildade medelklassmän, som han själv beskrev som "ölsupande borgare", det socialistiska partiet People's Action Party (PAP) i en opportun allians med den prokommunistiska fackföreningsrörelsen. Denna allians beskrevs av Lee som ett resonemangsäktenskap, eftersom den engelskutbildade gruppen behövde prokommunisternas stöd bland massorna, medan kommunisterna behövde en icke-kommunistisk partiledning som rökridå eftersom Malayan Communist Party var olagligt. Deras gemensamma målsättning var att agitera för självstyre och göra slut på det brittiska koloniala styret. En invigningskonferens hölls i Victoria Memorial Hall med över 1 500 anhängare och fackföreningsmedlemmar samlade. Lee blev generalsekreterare, en post som han behöll till 1992, förutom en kort period 1957. UMNO:s Tunku Abdul Rahman och MCA:s Tan Cheng Lock inbjöds som gäster för att skänka trovärdighet åt det nya partiet.

### I opposition
Lee kandiderade och vann med stor marginal i valkretsen Tanjong Pagar i valet 1955. Han blev ledare för oppositionen mot David Saul Marshalls Labour Front-ledda koalitionsregering. Han var också en av PAP:s representanter vid de två konstitutionella diskussioner som hölls i London om Singapores framtida status. Den första diskussionen leddes av Marshall och den andra av Lim Yew Hock, Marshalls hårdföre efterträdare. Under denna period blev Lee tvungen att tävla med rivaler både inom och utanför PAP. Medan Lee måste hålla sig på betryggande avstånd från sina prokommunistiska kollegor när de aktivt deltog i ofta våldsamma massaktioner för att underminera regeringens auktoritet, upprätthöll han konsekvent sitt motstånd mot den styrande koalitionen, som han ofta anklagade för att vara inkompetent och korrupt. Lees ställning inom PAP blev allvarligt hotad 1957 när prokommunister tog över ledningsposterna, efter en partikongress som partiets vänsterflygel hade fyllt med falska medlemmar. Lyckligtvis för Lee och partiets moderata falang beordrade Lim Yew Hock en massarrestering av prokommunisterna och Lee återinsattes som generalsekreterare. Lee vann en ny och större seger i sin valkrets i ett fyllnadsval 1957. Det kommunistiska hotet inom partiet var för tillfället avlägsnat och Lee förberedde sig för det kommande valet. Under denna period höll Lee det första av en serie hemliga möten med den underjordiske kommunistledaren Fong Chong Pik (eller Fang Chuang Pi).

## Premiärminister före självständigheten – 1959 till 1965

### Självstyresregeringen – 1959 till 1963
I de nationella valen som hölls 1 juni 1959 vann PAP 43 av de 51 mandaten i den lagstiftande församlingen. Singapore fick självstyre med autonomi i alla statsärenden förutom försvars- och utrikespolitik. Lee blev den förste premiärministern i staten Singapore 3 juni 1959, då han tog över från chefsministern Lim Yew Hock.
Efter att Singapore uppnått självstyre från Storbritannien ställdes Lee inför många problem. Bland dessa var utbildning, bostadsförsörjning och arbetslöshet. Som svar på bostadsproblemet upprättade Lee Housing and Development Board (HDB), ett organ som påbörjade ett massivt statligt bostadsbyggnadsprogram för att avhjälpa bostadsbristen.

### Union med Malaysia och sedan separation – 1963 till 1965
Efter att Malayas premiärminister Tunku Abdul Rahman 1961 föreslagit bildandet av en federation som skulle omfatta Malaya, Singapore, Sabah, Sarawak och Brunei, började Lee propagera för ett samgående med Malaysia för att få ett slut på det brittiska koloniala styret. En folkomröstning hölls 1 september 1962, där 70% av väljarna röstade för hans förslag. Lee krossade sedan de prokommunistiska grupperingarna som kraftigt motsatte sig sammanslagningen och som uppgavs vara inblandade i samhällsomstörtande verksamheter.
16 september 1963 blev Singapore en del av federationen Malaysia. Unionen blev dock kortvarig. Den malaysiska centralregeringen, som styrdes av United Malays National Organisation (UMNO), blev oroad av att Singapores kinesiska majoritet införlivades i staten och av att PAP kunde utgöra en politisk utmanare i Malaysia. Lee motsatte sig bumiputrapolitiken och använde Malaysian Solidarity Conventions slagord om ett "malaysiskt Malaysia!", en nation som tjänar den malaysiska nationaliteten, i motsats till den malajiska gruppen. Relationerna mellan PAP och UMNO blev allvarligt ansträngda. Vissa inom UMNO ville att Lee skulle arresteras.
Rasmässigt motiverade upplopp följde, såsom det på Muhammeds födelsedag (21 juli 1964), nära Kallangs gasverk, där tjugotre personer dödades och hundratals skadades när kineser och malajer attackerade varandra. Fler upplopp bröt ut i september 1964 och både Tunku Abdul Rahman och Lee Kuan Yew gjorde offentliga framträdanden för att försöka lugna situationen. Livsmedelspriserna sköt i höjden under denna period, på grund av rubbningarna av transporter, vilket orsakade än mer påfrestningar.
Då han var oförmögen att få en lösning på krisen beslöt Malaysias premiärminister Tunku Abdul Rahman att kasta ut Singapore från Malaysia. Han hävdade att han valde att "skära av alla band med en delstatsregering som inte visade någon lojalitet med sin centralregering".  Lee Kuan Yew var påstridig och försökte utarbeta en kompromiss, men utan framgång och undertecknade en överenskommelse om separation 7 augusti 1965. Överenskommelsen tog upp Singapores relationer med Malaysia efter separationen, med avsikt att samarbetet skulle fortsätta på områden som handel och gemensamt försvar.
Att unionen misslyckades var ett hårt slag för Lee, som ansåg att det var avgörande för Singapores överlevnad. I en TV-sänd presskonferens bröt han ihop känslomässigt när han tillkännagav separationen inför folket.
Samma dag, 9 augusti 1965, antog Malaysias parlament den resolution som skar av Singapores band till Malaysia, och därmed skapades republiken Singapore. Singapores brist på naturresurser, vattentillförseln som i första hand var beroende av Malaysia och en mycket begränsad försvarsförmåga var de främsta utmaningar som Lee och Singapores regering stod inför.

## Premiärminister efter självständigheten – 1965 till 1990
I sin biografi hävdar Lee Kuan Yew att han sov dåligt och insjuknade några dagar efter att Singapore blivit självständigt.
Lee började söka internationellt erkännande av Singapores självständighet. Singapore blev medlem av FN 21 september 1965, och grundade Association of Southeast Asian Nations (ASEAN) 8 augusti 1967 tillsammans med andra sydostasiatiska länder. Lee gjorde sitt första officiella besök i Indonesien 25 maj 1973. Relationerna mellan Singapore och Indonesien förbättrades avsevärt då fler besök utbyttes mellan länderna.
Eftersom Singapore aldrig har haft en dominerande kultur som invandrare kunnat anpassa sig till, eller ett gemensamt språk, försökte Lee tillsammans med regeringen och det styrande partiet skapa en gemensam singaporiansk identitet under 1970- och 1980-talen.
Lee och hans regering betonade vikten av att upprätthålla religiös tolerans och rasmässig harmoni, och var beredda att använda lagen för att motarbeta varje hot som kunde provocera fram etniskt och religiöst våld. Till exempel varnade Lee för "okänslig evangelisering", vilket syftade på kristen mission riktade mot malajer. 1974 rådde regeringen Singapores bibelsällskap att sluta publicera religiöst material på malajiska. 

### Beslut och politik
Lee hade tre huvudsakliga intressen, nationell säkerhet, ekonomi och sociala frågor, under sin administration efter självständigheten.

#### Nationell säkerhet
Singapores sårbarhet var djupt känd då hot kom från många håll, däribland kommunisterna, Indonesien och extremister från UMNO som ville tvinga Singapore tillbaka till Malaysia. När Singapore blivit medlem av FN sökte Lee snabbt internationellt erkännande av landets självständighet. Han utropade en neutralitets- och alliansfrihetspolitik, efter Schweiz modell. Samtidigt satte han Goh Keng Swee på uppgiften att bygga upp Singapores armé och efterfrågade hjälp från andra länder för råd, träning och utrustning.
När Storbritannien tillkännagav att de ämnade dra sig ur eller skära ned på sina trupper i Singapore och Malaysia 1967 införde han i samarbete med Goh värnplikt, vilket skapade en stor reservstyrka som kunde mobiliseras med kort varsel. I januari 1968 köpte Lee några fransktillverkade AMX-13-pansarvagnar och totalt 99 renoverade pansarvagnar 1972.
Senare kunde Singapore upprätta starka militära förbindelser med andra länder inom ASEAN och andra icke-kommunistiska stater. Detta återställde delvis landets säkerhet efter det brittiska trupptillbakadragandet 31 oktober 1971.

#### Ekonomiska frågor
Separationen från Malaysia betydde en permanent förlust av en gemensam marknad och ett ekonomiskt inland. De ekonomiska svårigheterna förvärrades ytterligare av det brittiska tillbakadragandet som skulle eliminera över 50 000 arbetstillfällen. Fastän Storbritannien backade från sin tidigare utfästelse att behålla sina baser till 1975, beslöt Lee att inte anstränga förhållandet mellan länderna. Han övertalade den brittiske premiärministern Harold Wilson att tillåta att den omfattande militära infrastrukturen (inklusive skeppsvarv) omvandlades för civil användning, istället för att förstöra dem i enlighet med brittisk lag.
Med rådgivning från Dr Albert Winsemius förde Lee in Singapore på industrialiseringsvägen. 1961 upprättades en myndighet för ekonomisk utveckling, Singapore Economic Development Board, för att attrahera utländska investeringar. Singapore lockade med skattelättnader och tillgång till den högutbildade, disciplinerade och relativt lågbetalda arbetskraften. På samma gång behöll regeringen stark kontroll över ekonomin, reglerade fördelningen av jord, arbete och kapitalresurser. I balanserandet av arbete och kapital, i synnerhet fackföreningarna och arbetsgivarna i Singapore, infördes en sorts tredelad korporativism för att ge stabilitet och ihållande ekonomisk tillväxt. Denna ordning innebar förbättringar för arbetarna och ledde till ett slut på de större strejkaktionerna. Modern infrastruktur, som flygplatsen, hamnen, vägar och kommunikationnätverk förbättrades eller byggdes med statlig inblandning. En myndighet bildades för att främja turism, som med tiden skulle skapa många jobb i tjänstesektorn och bli en viktig inkomstkälla för landet.
När Lee formulerade sin ekonomiska politik fick han i första hand stöd av sina skickligaste ministrar, särskilt Goh Keng Swee och Hon Sui Sen. De lyckades reducera arbetslösheten från 14 procent 1965 till 4,5 procent 1973. Vissa strukturella problem har dock kvarstått i Singapore, däribland det omfattande utländska kapitalägandet.

#### Officiella språk
Lee utsåg engelska som arbetsplatsens språk och det gemensamma språket bland de olika folkgrupperna, medan han erkände malajiska, kinesiska och tamil som de andra tre officiella språken. Alla statliga skolor använder engelska som undervisningsspråk, fastän det också finns lektioner för de så kallade modersmålen.
Lee motarbetade användandet av icke-mandarinska kinesiska dialekter (såsom hokkien, teochew och kantonesiska) genom att propagera för mandarinkinesiska som "modersmålet" för etniska kineser. Syftet var att ha ett gemensamt kommunikationsmedel inom den kinesiska folkgruppen. 1979 lanserade Lee den första "tala mandarin"-kampanjen. Lee inställde också alla TV-sändningar på andra kinesiska dialekter, med undantag för nyheter och operor, för den äldre generationens skull. Politiken fick genomslag och drabbade de icke-mandarinska kinesiska dialekterna, så att många unga kinesiska singaporianer har svårt att kommunicera med sina dialekttalande far- och morföräldrar.
På 1970-talet mötte de som tog examen från det kinesiskspråkiga Nanyanguniversitetet stora problem med att hitta jobb på grund av deras bristande kunskaper i engelska. Engelska krävdes ofta i arbetslivet, särskilt i den offentliga sektorn. Lee blev tvungen att vidta drastiska åtgärder, och lät införliva Nanyanguniversitetet i det engelskspråkiga University of Singapore. Den sammanslagna institutionen fick namnet National University of Singapore. Denna åtgärd påverkade de kinesiskspråkiga lektorerna och professorerna som nu blev tvungna att undervisa på engelska. Det mötte också motstånd från vissa kinesiska grupper som hade bidragit avsevärt till att bygga Nanyanguniversitetet och därför hade starka känslomässiga bindningar till skolan.

#### Regeringens politik
Liksom många asiatiska länder var Singapore inte immunt mot korruption. Lee såg detta som ett hot och införde lagstiftning som gav myndigheten för korruptionsutredning, Corrupt Practices Investigation Bureau (CPIB), större makt att utföra arresteringar, söka, kalla vittnen och undersöka bankkonton och skattedeklarationer för misstänkta personer och deras familjer. Med Lees stöd fick CPIB behörighet att utreda vilken tjänsteman eller minister som helst. Flera ministrar blev senare åtalade för korruption.
Lee ansåg att ministrarna borde vara välbetalda för att upprätthålla en ren och ärlig regering. 1994 föreslog han att ministrars, domares och höga tjänstemäns löner skulle kopplas till lönerna för toppskiktet i den privata sektorn, med argumentet att detta skulle bidra till att rekrytera och behålla talanger inom den offentliga sektorn.
I slutet av 1960-talet, då han fruktade att Singapores växande befolkning skulle bli en belastning för ekonomin, startade Lee en kampanj för familjeplanering. Föräldrar uppmanades att genomgå sterilisering efter sitt andra barn. Tredje och fjärde barn fick lägre prioritet i utbildningen och sådana familjer fick färre ekonomiska avdrag.
1983 satte Lee igång den "stora äktenskapsdebatten", när han uppmuntrade singaporianska män att välja kvinnor med hög utbildning som fruar. Han oroades av att ett stort antal utbildade kvinnor var ogifta. Vissa delar av befolkningen, inklusive utbildade kvinnor, blev upprörda av hans åsikter. Trots detta inrättades en kontaktförmedlingsenhet, Social Development Unit (SDU), för att främja umgänge mellan manliga och kvinnliga akademiker. Lee införde också incitament för kvinnliga akademiker att skaffa tre eller fyra barn. Detta innebar en omvändning från den alltför framgångsrika familjeplaneringskampanjen på 1960- och 1970-talen. Vid slutet av 1990-talet hade födelsetalen blivit så låga att Lees efterträdare Goh Chok Tong utvidgade dessa incitament till att gälla alla gifta kvinnor.

### Relationerna med Malaysia

#### Mahathir bin Mohamad
Lee såg fram emot att förbättra relationerna med Mahathir bin Mohamad när denne blivit befordrad till vice premiärminister i Malaysia. Då han visste att Mahathir stod på tur att bli Malaysias näste premiärminister bjöd Lee in honom (genom Singapores dåvarande president Devan Nair) att besöka Singapore 1978. Detta första och senare besök förbättrade både personliga och diplomatiska relationer. Mahathir uppmanade Lee att kapa sina kopplingar till de kinesiska ledarna för det malaysiska oppositionspartiet Democratic Action Party. I gengäld lovade Mahathir att inte lägga sig i den malajiska folkgruppens angelägenheter i Singapore.
I december 1981 ändrade Mahathir tidszonen för Malackahalvön för att skapa endast en tidszon för Malaysia, och Lee följde honom av ekonomiska och sociala skäl. Relationerna med Mahathir förbättrades senare under 1982.
I januari 1984 införde Mahathir en avgift för all godstrafik som lämnade Malaysia och Singapore. När Malaysias vice premiärminister Musa Hitam försökte avråda Mahathir från detta fördubblades avgiften för att motarbeta användning av Singapores hamn, och det blev tydligt att relationerna med Malaysia bröt ihop.
I juni 1988 slöt Lee och Mahathir en viktig överenskommelse i Kuala Lumpur om att bygga Lingguidammen i Johorfloden. Lee vände sig till Mahathir 1989, då han ämnade flytta järnvägstullen från Tanjong Pagar i södra Singapore till Woodlands vid slutet av vägbanken, delvis på grund av ett ökande antal fall av drogsmuggling in i Singapore. Detta orsakade agg i Malaysia, eftersom en del av marken skulle återgå till Singapore när järnvägsspåren inte längre användes. Som svar på detta utsåg Mahathir Daim Zainuddin, då finansminister i Malaysia, att fastställa villkoren.
Efter månader av förhandlingar nåddes en uppgörelse som innebar samordnad utveckling av tre större markområden i Tanjong Pagar, Kranji och Woodlands. Malaysia hade en andel på sextio procent och Singapore en på fyrtio procent. Överenskommelsen undertecknades 27 november 1990, en dag innan Lee avgick som premiärminister.

## Senior Minister – 1990 till 2004
Efter att ha lett PAP under sju valsegrar avgick Lee 28 november 1990 och lämnade över premiärministerposten till Goh Chok Tong. Han var då den premiärminister som suttit längst i världen.
Övergången i ledningen var noggrant planerad och utförd. Rekrytering och förberedelser av den andra generationens ledare ägde rum så tidigt som på 1970-talet. Under 1980-talet började Goh och de yngre ledarna inta viktiga regeringsposter. Strax före den officiella övergången pensionerades alla andra ledare från den första generationen (det "gamla gardet"), inklusive Goh Keng Swee, S. Rajaratnam och Toh Chin Chye. Eftersom övergången hade planerats så noggrant var den närmast en icke-händelse i Singapore, fastän det var det första ledarbytet sedan självständigheten. 
När Goh Chok Tong blev regeringschef kvarstod Lee i kabinettet med en icke-exekutiv post som senior minister och spelade en roll som han beskrev som rådgivande. I offentligheten talade Lee om Goh som "min premiärminister".
Lee avgick senare som generalsekreterare för PAP och efterträddes av Goh Chok Tong i november 1992.
Lee avstod från officiella kontakter med alla ASEANregeringar, inklusive Malaysia, för att inte hamna i konflikt med sin efterträdare Goh. Han spelade dock en viktig roll inom diplomatin, såsom vid en överenskommelse med Kina om utveckling av Suzhous industripark i Kina 1994.

## Minister Mentor
12 augusti 2004 avgick Goh Chok Tong till förmån för Lees äldste son, Lee Hsien Loong. Goh blev senior minister och Lee Kuan Yew fick en ny kabinettspost som "Minister Mentor".
Vad gäller lagstiftning om hasardspel sade Lee att han var "känslomässigt och intellektuellt" emot hasardspel. Han gjorde dock inget motstånd mot sin sons förslag om att tillåta kasinon i landet, och sade att kasinon var något som de nya ledarna fick besluta om.
Lee uttryckte sin oro över de sjunkande kunskaperna i standardkinesiska bland yngre singaporianer. Han lanserade ett TV-program, 华语 Cool! ("Kinesiska - coolt!"), i januari 2005, i ett försök att locka unga tittare att lära sig mandarin.
I juni 2005 gav Lee ut en bok, Keeping My Mandarin Alive, där han beskriver sina ansträngningar under årtionden med att bemästra standardkinesiska.

### Singapores allmänna val 2006
Inga oppositionspartier ställde upp med kandidater i Lees valkrets Tanjong Pagar.

## Värderingar och tro
Lee var en av de ledande förespråkarna för asiatiska värden, men hans tolkning av asiatiska värden är omstridd. Under 1980-talet verkade Lee i stor utsträckning för konfucianska och, i mindre utsträckning, buddhistiska dygder. Detta visade sig i hans besök i kinesiska tempel.

## Arv och memoarer

### Arv
Under de tre årtionden då Lee var vid makten växte Singapore från att vara ett u-land till att bli ett av de mest utvecklade länderna i världen, trots dess ringa befolkningsstorlek, begränsade markyta och brist på naturresurser. Lee har ofta framfört att Singapores enda naturresurs är dess folk och deras starka arbetsmoral. Han respekterades av många singaporianer, framför allt den äldre generationen, som kommer ihåg hans inspirerande ledarskap under självständigheten och separationen från Malaysia. Han har ofta fått äran för att vara arkitekten bakom Singapores nuvarande välstånd, även om den rollen också spelades av hans vice premiärminister, doktor Goh Keng Swee, som hade ansvar för ekonomin.

### Kontroverser
Å andra sidan har en del singaporianer och utlänningar kritiserat Lee för att vara elitistisk och till och med autokratisk, och att det ekonomiska välståndet under Lee åstadkoms på bekostnad av mycket politisk och social frihet. Lee har en gång sagt att han föredrog att vara fruktad framför att vara älskad. Han var övertygad om att ändamålen helgar medlen och föreskrev ofta repressiva åtgärder för att skydda nationell säkerhet och nationens intresse.
Lee har ofta kritiserats för att införa vissa hårda metoder för att trycka ned politisk opposition och yttrandefrihet, såsom att förbjuda offentliga demonstrationer utan uttryckligt polistillstånd, inskränkning av pressfrihet och användning av stämningar för ärekränkning mot politiska motståndare, såsom Joshua Benjamin Jeyaretnam, Tang Liang Hong och Chee Soon Juan. I politiska frågor bad han sällan om folkets åsikter. Devan Nair, Singapores tredje president som senare levde i exil i Kanada, anmärkte i en intervju 1999 med den kanadensiska tidningen Globe and Mail att Lees teknik att stämma sina motståndare var ett upphävande av politiska rättigheter. Han sade också att Lee är 'en alltmer självrättfärdig besserwisser', omgiven av 'varuhusdockor'. Som svar på dessa kommentarer stämde Lee Devan Nair i en kanadensisk domstol men åtalet lades ned efter att Nairs söner berättade om hans tilltagande mentala ohälsa.
Vid ett tillfälle, efter att ett domstolsbeslut till Lees fördel hade upphävts av Privy Council, avskaffade regeringen rätten att överklaga till Privy Council. Under Lees tid som premiärminister från 1959 till 1990 åberopades flera gånger Internal Security Act för att arrestera och internera ett antal personer utan rättegång, ofta för påstådd inblandning i "prokommunistiska" eller "marxistiska" aktiviteter. Lee avskaffade jurysystemet i domstolarna med argumentet att jurymedlemmar har större benägenhet att bli känslomässigt påverkade medan en domare skulle vara mer objektiv och opartisk.

### Memoarer
Lee Kuan Yew har skrivit sina memoarer i två band: The Singapore Story (ISBN 0-13-020803-5), som täcker hans syn på Singapores historia fram till separationen från Malaysia 1965, och From Third World to First: The Singapore Story (ISBN 0-06-019776-5), som ger hans version av Singapores följande omvandling till en välmående nation.